# Mainhatten Skywheelers
ING Skywheelers (zuvor: Mainhatten Skywheelers) bezeichnet seit der Saison 2020/2022 deutsche Basketball-Mannschaften aus Frankfurt am Main, deren Trägerverein der RSC Frankfurt ist. Die 1. Mannschaft spielte bis zur Saison 2015/2016 in der Rollstuhlbasketball-Bundesliga (RBBL) und wurde dreimal Deutscher Meister.

## Namensgebung
Der Name nimmt Bezug auf die Skyline Frankfurts, einzige Stadt Deutschlands, deren City an das Erscheinungsbild von Manhattan erinnert. Statt der Vorsilbe Man... wurde der durch Frankfurt fließende Main eingefügt. Weshalb allerdings aus …hattan die fehlerhafte Schreibweise …hatten wurde, ist nicht überliefert. Darüber hinaus wurde der Name von der Bezeichnung der Skyliners Frankfurt und den von den Mainhatten Skywheelers genutzten Rollstühlen (engl. wheelchairs) abgeleitet.

## Logo
Das eigens für die Mainhatten Skywheelers geschaffene Teamlogo zeigt vor der schwarzen Kulisse der Frankfurter Skyline einen im Comic-Stil aggressiv figürlich gestalteten roten Basketball auf silbernen Rollstuhl-Rädern mit einer auf den Betrachter weisenden Faust, darunter zweizeilig den gerundeten Team-Namen in Versalien.

## Erfolge

### Deutscher Meister
- Saison 1979/80 – 1. Mannschaft im Basketball des RSC Frankfurt
- Saison 1982/83 – 1. Mannschaft
- Saison 1993/94 – 1. Mannschaft[3]

### Deutscher Pokalsieger
- Saison 1992/93 – 1. Mannschaft

### Sportplakette des Landes Hessen
Die Sportplakette des Landes Hessen erhielten:
- 1980 – 1. Mannschaft
- 1983 – 1. Mannschaft (überreicht durch den Hessischen Staatsminister Armin Clauss)

### Ammerschläger-Medaille
- 1995 – 1. Mannschaft (überreicht durch Oberbürgermeisterin Dr. h. c. Petra Roth)

## Teams in der Saison 2014/15

### 1. Mannschaft
| Nr. | Name                 | Geburtsjahr | Position       | Klassifizierung | Spiele | Punkte | Punkte / Spiel | Letztes Team                           |
| --- | -------------------- | ----------- | -------------- | --------------- | ------ | ------ | -------------- | -------------------------------------- |
| 4   | Johannes Hengst      | 1988        | Center         | 4,5             | N.N.   | N.N.   | N.N.           | UBC Münster                            |
| 5   | Tim Diedrich         | 1997        | Center         | 4,5 NB          |        |        |                |                                        |
| 6   | Christoph Spitz      | 1993        | Point Guard    | 3,0             |        |        |                |                                        |
| 7   | Lars Lehmann         | 1977        | Point Guard    | 3,0             |        |        |                | SG Heidelberg-Kirchheim                |
| 8   | Sebastian Spitznagel | 1979        | Center         | 4,0             |        |        |                |                                        |
| 10  | Maria Kühn           | 1982        | Shooting Guard | 1,0 (−0,5)      |        |        |                |                                        |
| 11  | Andreas Kreß         | 1986        | Forward        | 3,5             |        |        |                | SG Aschaffenburg / Main-Kinzig Team 99 |
| 12  | Sebastian Wolk       | 1981        | Center         | 4,0             |        |        |                |                                        |
| 13  | Anna-Maria Müller    | 1987        | Point Guard    | 3,0             |        |        |                |                                        |
| 14  | Anne Brießmann       | 1972        | Shooting Guard | 1,0 (−0,5)      |        |        |                |                                        |
| 15  | Sven Diedrich        | 1997        | Center         | 4,5             |        |        |                |                                        |
| 77  | Michael Schmidt      | 1995        | Forward/Center | 3,0             |        |        |                |                                        |

| Name                | Position          |
| ------------------- | ----------------- |
| Pierre Fontaine     | Manager           |
| Malik Zahary        | Coach             |
| N. N.               | Assistant Coach   |
| Birgitta Voßhenrich | Physiotherapeutin |

### 2. Mannschaft
| Nr.   | Name                 | Geburtsjahr | Position                     | Klassifizierung | Spiele | Punkte | Punkte / Spiel | Letztes Team                             |
| ----- | -------------------- | ----------- | ---------------------------- | --------------- | ------ | ------ | -------------- | ---------------------------------------- |
| N. N. | Anna-Maria Müller    | 1987        | Point Guard / Shooting Guard | 3,0 (4,5)       | 0      | 0      | 0              | UBC Münster                              |
| N. N. | Annegrit Briessmann  | 19??        | Shooting Guard               | 0,5 (1,0)       | 0      | 0      | 0              | SG Aschaffenburg / Main-Kinzig Team 99   |
| N. N. | Bernd Hofscheier     | 1965        | Point Guard / Shooting Guard | 2,5             | 230    | 1.383  | 0,17           | RSV Lahn-Dill                            |
| N. N. | Christoph Spitz      | 1993        | Shooting Guard               | 3,0             | 17     | 56     | 0,30           | N. N.                                    |
| N. N. | Heike Friedrich      | 1976        | Center                       | 3,0 (4,5)       | 35     | 228    | 0,15           | SG Aschaffenburg / Main-Kinzig Team 99   |
| N. N. | Jan Hecker           | 1969        | Shooting Guard               | 1,0             | 97     | 119    | 0,82           | N. N.                                    |
| N. N. | Jan Niklas Neuroth   | 1989        | Shooting Guard               | 1,5             | 0      | 0      | 0              | Roßdorf Torros                           |
| N. N. | Michael Katzenmeier  | 1977        | Shooting Guard               | 1,5             | 30     | 44     | 0,68           | RSG Langensteinbach                      |
| N. N. | Peter Fuchs          | 1964        | Shooting Guard               | 2,0             | 130    | 647    | 0,20           | RSV Lahn-Dill                            |
| N. N. | Peter Röder          | 1972        | Center                       | 4,5             | 36     | 549    | 0,07           | Hamburger SV                             |
| N. N. | Sebastian Arnold     | 1978        | Shooting Guard               | 2,0             | 34     | 23     | 1,48           | SG Aschaffenburg / Main-Kinzig Team 99   |
| N. N. | Silke Bleifuß        | 1976        | Shooting Guard               | 3,0 (4,5)       | 87     | 628    | 0,14           | Rolling Chocolate 2 Heidelberg-Kirchheim |
| N. N. | Sonja Mohnen         | 1982        | Center                       | 3,0 (4,5)       | 20     | 141    | 0,14           | TV Bitburg                               |
| N. N. | Tibor Breinersdorfer | 1991        | Shooting Guard               | 3,0             | 48     | 454    | 0,11           | N. N.                                    |

| Name          | Position        |
| ------------- | --------------- |
| Horst Lozar   | Manager         |
| Silke Bleifuß | Coach           |
| Horst Lozar   | Coach           |
| N. N.         | Physiotherapeut |

### Youngsters
| Nr.   | Name              | Position | Geburtsjahr | Klassifizierung |
| ----- | ----------------- | -------- | ----------- | --------------- |
| N. N. | Anja Diedrich     | N. N.    | 19??        | N. N.           |
| N. N. | Pia Diedrich      | N. N.    | 19??        | N. N.           |
| N. N. | Kyra Hillesheimer | N. N.    | 19??        | N. N.           |
| N. N. | Nigel Germain     | N. N.    | 1997        | 3,0             |
| N. N. | Max Zuber         | N. N.    | 19??        | N. N.           |
| N. N. | Kerstin Bartel    | N. N.    | 19??        | N. N.           |
| N. N. | Thomas Hertwig    | N. N.    | 1966        | N. N.           |
| N. N. | Lena Cora         | N. N.    | 19??        | N. N.           |

| Name     | Position        |
| -------- | --------------- |
| N. N.    | Manager         |
| Udo Hess | Coach           |
| N. N.    | Physiotherapeut |

## Fernsehen
- 1995 – Eine gemischte Mannschaft des RSCF trat am 21. Oktober in der Fernsehsendung Hessen-Report des RTL im Basketball gegen die 2. Bundesliga-Mannschaft des TV Langen (Fußgänger) an.

## Trainings- und Spielstätte
- Die Mannschaften der Mainhatten Skywheelers trainieren und spielen in der Turnhalle der Franz-Böhm-Schule (ehemals Wilhelm-Merton-Sporthalle), Eichendorffstraße 77, Einfahrt Raimundstraße 99, 60320 Frankfurt am Main.

## Förderverein Rollstuhlbasketball
Im Oktober 2005 wurde der Förderverein Rollstuhlbasketball Rhein-Main gegründet, um Jugendliche und Senioren dieser Sportart gezielt zu unterstützen, die Mitglieder des RSC Frankfurt sind. Dabei geht es sowohl um den Rehabilitations- als auch den Breiten- und Leistungssport.
Für die Durchführung möglichst zielorientierter Fördermaßnahmen richtet der Förderverein sein Augenmerk auf institutionelles und privates Sponsoring, wirbt gezielt Mitglieder für einen Förderkreis und sucht für die Bundesligamannschaft des RSC Sponsoren und Werbepartner.

## Video on Demand
- RSV Lahn-Dill – Mainhatten Skywheelers (RSC Frankfurt) vom 14. November 2009 auf: youtube.com (7:31 Min.)
- RSV Lahn-Dill – Mainhatten Skywheelers (RSC Frankfurt) vom 9. Oktober 2010 auf: youtube.com (4:37 Min.)